# Список акронімів української мови (Н)
Список акронімів української мови, які починаються з літери «Н»:
- НАА — Нейтронно-активаційний аналіз
- НААУ — Національне агентство з акредитації України
- НАБУ — Національне антикорупційне бюро України
- НАБУ — Незалежна асоціація банків України
- НАД — Нікотинамідаденіндинуклеотид
- НАДФ — Нікотинамідаденіндинуклеотидфосфат
- НАЗ — Недоторканний аварійний запас
- НАЗК — Національне агентство з питань запобігання корупції
- НАЗЯВО — Національне агентство із забезпечення якості вищої освіти
- НАМ — Нормальні алгоритми Маркова
- НАМУ — Національна академія мистецтв України
- НАН України — Національна академія наук України
- НАНЦ — Національний антарктичний науковий центр
- НАО — Ненецький автономний округ
- НАО — Нідерландські Антильські острови
- НАОМА — Національна академія образотворчого мистецтва і архітектури
- НАР — Некерована авіаційна ракета
- НАСА (англ. NASA: National Aeronautics and Space Administration) — Національне управління з аеронавтики і дослідження космічного простору
- НАСВ — Національна академія сухопутних військ імені гетьмана Петра Сагайдачного
- НАТО — Організація Північноатлантичного альянсу
- НАУ — Національний авіаційний університет
- НаУКМА — Національний університет «Києво-Могилянська академія»
- НаУОА — Національний університет «Острозька академія»
- НАФ — Національний архівний фонд України
- НАФТА (англ. NAFTA: North American Free Trade Agreement) — Північноамериканська зона вільної торгівлі
- НАЯ — Невідомі атмосферні явища
- НБА — Національна баскетбольна асоціація
- НБРЦА — Національне бюро з розслідування цивільної авіації
- НБУ — Національний банк України
- НБУВ — Національна бібліотека України імені В. І. Вернадського
- НВАК — Народно-визвольна армія Китаю
- НВАЮ — Народно-визвольна армія Югославії
- НВК — Навчально-виховний комплекс
- НВЧ — Надвисокочастотне випромінювання
- НГО (англ. NGO: Non-governmental organization) — Недержавна організація
- НГУ — Національна гвардія України
- НДДКР — Науково-дослідні та дослідно-конструкторські роботи
- НДІ — Науково-дослідний інститут
- НДМГ — Несиметричний диметилгідразин
- НДО — Недержавна організація
- НДП — Народно-демократична партія
- НДР — Німецька Демократична Республіка
- НДРЄ — Народна Демократична Республіка Ємен
- НДСкА — Недетермінований скінченний автомат
- НДХ — Незалежна Держава Хорватія
- НЕМС — Наноелектромеханічні системи
- НЕП — Нова економічна політика
- НІБУ — Національна історична бібліотека України
- НІК — Нові індустріальні країни
- НІСД — Національний інститут стратегічних досліджень
- НКАО — Нагірно-Карабаська автономна область
- НКВС — Народний комісаріат внутрішніх справ СРСР
- НКДБ — Народний комісаріат державної безпеки СРСР
- НКО — Народний комісаріат оборони СРСР
- НКР — Нагірно-Карабаська Республіка
- НКРЕ — Національна комісія, що здійснює державне регулювання у сфері енергетики
- НКРЕКП — Національна комісія, що здійснює державне регулювання у сферах енергетики та комунальних послуг
- НКРЗ — Національна комісія з питань регулювання зв'язку України
- НКРЗІ — Національна комісія, що здійснює державне регулювання у сфері зв'язку та інформатизації
- НКРЗУ — Національна комісія з радіаційного захисту населення України
- НКСРОС — Національна коаліція сирійських революційних і опозиційних сил
- НКЦПФР — Національна комісія з цінних паперів та фондового ринку
- НКШС — Народний комісаріат шляхів сполучення
- НЛО — Непізнаний літаючий об'єкт
- НЛП — Нейролінгвістичне програмування
- НМАУ — Національна музична академія України імені Петра Чайковського
- НМДГ — Неоподатковуваний мінімум доходів громадян
- НМІУ — Національний музей історії України
- НМСД — «На мою скромну думку»
- НМУ — Національний медичний університет імені О. О. Богомольця
- ННЦ — Національний науковий центр
- НОД — Народне ополчення Донбасу, терористична організація
- НОК — Національний олімпійський комітет
- НОП — Наукова організація праці
- НОУ — Національна опера України
- НПЗП — Нестероїдні протизапальні препарати
- НПНПГ — Блокада правої ніжки пучка Гіса
- НПО — Неприбуткова організація
- НПП — Національний природний парк
- НПУ — Національна поліція України
- НПФ — Недержавний пенсійний фонд
- НР — Народна республіка
- НР — Новий рік
- НР — Наглядова рада
- НРУ — Народний рух України
- НС — Надзвичайна ситуація
- НСБМ — Націонал-соціалістичний блек-метал
- НСД — Найбільший спільний дільник
- НСДАП (нім. NSDAP: Nationalsozialistische Deutsche Arbeiterpartei) — Націонал-соціалістична робітнича партія Німеччини
- НСЗУ — Національна служба здоров'я України
- НСК — Найменше спільне кратне
- НСРПН — Націонал-соціалістична робітнича партія Німеччини
- НСТУ — Національна суспільна телерадіокомпанія України
- НТІ — Науково-технічна інформація
- НТКУ — Національна телекомпанія України
- НТП — Науково-технічний прогрес
- НТР — Науково-технічна революція
- НТСА — Наукове товариство студентів та аспірантів
- НТУ ХПІ — Національний технічний університет «Харківський політехнічний інститут»
- НТУУ КПІ — Національний технічний університет України «Київський політехнічний інститут імені Ігоря Сікорського»
- НТШ — Наукове товариство імені Шевченка
- НУБіП — Національний університет біоресурсів і природокористування України
- НУЛП — Національний університет «Львівська політехніка»
- НУО — Неурядова організація
- НФ — партія «Народний фронт»
- НФАФУ — Національна Федерація американського футболу України
- НФБК — Нормальна форма Бойса-Кодда
- НФВПВ — Національний фронт звільнення Південного В'єтнаму
- НФЛ — Національна футбольна ліга
- НХЛ — Національна хокейна ліга
- НХМУ — Національний художній музей України
- НЦУВКЗ — Національний центр управління та випробувань космічних засобів